# Баянбай (Акмолинская область)
Баянба́й (каз. Баянбай, до 2008 года — Во́роновка) — аул в Бурабайском районе Акмолинской области Казахстана. Входит в состав Кенесаринского сельского округа. Код КАТО — 117053300.

## География
Аул расположен в западно-центральной части района, на расстоянии примерно 16 километров (по прямой) к северо-западу от административного центра района — города Щучинск, в 10 километрах к юго-востоку от административного центра сельского округа — аула Кенесары.
Абсолютная высота — 331 метров над уровнем моря.
Климат холодно-умеренный, с хорошей влажностью. Среднегодовая температура воздуха положительная и составляет около +2,9°С. Среднемесячная температура воздуха в июле достигает +18,7°С. Среднемесячная температура января составляет около -14,9°С. Среднегодовое количество осадков составляет около 470 мм. Основная часть осадков выпадает в период с мая по август.
Ближайшие населённые пункты: село Озёрное — на юго-востоке, аул Кенесары — на северо-западе, село Игилик — на западе.
Возле аула проходит Трансказахстанская железнодорожная магистраль.

## История
Решением Акмолинского областного маслихата от 20 июня 2008 года № 4С-7-16 и постановлением акимата Акмолинской области от 20 июня 2008 года № а-5/245 «О переименовании некоторых населенных пунктов и сельских округов Акмолинской области по Ерейментаускому, Аршалынскому, Шортандынскому и Щучинскому районам» (зарегистрированное Департаментом юстиции Акмолинской области 26 июня 2008 года № 3253):
- село Вороновка было переименовано в село Баянбай.

## Население
В 1989 году население аула составляло 1000 человек (из них русские — 45%, казахи — 21%).
В 1999 году население аула составляло 946 человек (476 мужчин и 470 женщин). По данным переписи 2009 года в ауле проживало 600 человек (311 мужчин и 289 женщин).
| Численность населения | Численность населения | Численность населения |
| 1989                  | 1999                  | 2009                  |
| --------------------- | --------------------- | --------------------- |
| 1000                  | ↘946                  | ↘600                  |

## Улицы[7]
- ул. Зелёная
- ул. Ленинградская
- ул. Набережная
- ул. Новая
- ул. Степная
- ул. Строительная
- ул. Целинная
- ул. Юбилейная